# والتر دیکس
 والتر دیکس (انگلیسی: Walter Dix؛ زاده ۳۱ ژانویهٔ ۱۹۸۶) یک ورزشکار اهل ایالات متحده آمریکا است.